# José Mindlin
José Ephim Mindlin ComMM (São Paulo, 8 de setembro de 1914 – São Paulo, 28 de fevereiro de 2010) foi um repórter, advogado, empresário, escritor e bibliófilo brasileiro.

## Biografia

### Carreiras não-literárias
Filho do dentista Ephim Mindlin e de Fanny Mindlin, judeus nascidos em Odessa, na atual Ucrânia, José, ex-aluno do Colégio Rio Branco, começou a trabalhar aos 15 anos de idade como repórter no jornal O Estado de S. Paulo, o que, segundo ele, foi uma experiência muito importante para a sua formação. Posteriormente, José formou-se na Faculdade de Direito da Universidade de São Paulo e exercendo a advocacia tornou-se advogado da Motorit, retífica de motores de propriedade de Samuel Klabin e dos imigrantes austríacos Ludwig Gleich e Adolf Buck. Desde o fim dos anos 1940 os donos da Motorit tinham o desejo de constituir uma fábrica de pistões. Diante do elevado investimento para constituir a empresa Mindlin foi convidado a se tornar acionista da futura empresa e contatou o intelectual e diretor do Banco de Crédito Real de Minas Gerais Dr. Luiz Camilo de Oliveira Netto para ingressar no capital da empresa. Ernst Mahle, da alemã Mahle, procurado por Ludwig Gleich, tornou-se acionista da empresa e levou a Mahle a prestar assistência técnica à Metal Leve. A Metal Leve foi fundada em março de 1950 no bairro do Cambuci em São Paulo, José Mindlim detinha 2,5% das ações da empresa e ficou responsável pelo setor jurídico e as relações externas da Metal Leve. Nas décadas seguintes a Metal Leve figuraria como uma das grandes fabricantes nacionais no setor de peças para automóveis. José deixou a empresa em 1996. Posteriormente, entre outras atividades, presidiu a Sociedade de Cultura Artística.
De acordo com o jornalista Hélio Contreiras, pelo menos dois empresários se recusaram a colaborar na produção da estrutura repressiva da Operação Bandeirante, constituindo exceções: José Mindlin e Antônio Ermírio de Moraes. O documentário Cidadão Boilesen entrevista Mindlin, que descreve como se deram os fatos.

### Carreira literária ebibliofilia
Após sua aposentadoria do mundo empresarial, José pode dedicar-se integralmente a uma paixão que tinha desde os 13 anos: colecionar livros raros. Seu primeiro livro foi o livro de 1740 Discours sur l'Histoire universelle (do francês: "Discurso sobre a história universal"), de Jacques-Bénigne Bossuet. Ao completar 95 anos, acumulava um acervo de aproximadamente 40 mil volumes, incluindo obras de literatura brasileira e portuguesa, relatos de viajantes, manuscritos históricos e literários (originais e provas tipográficas), periódicos, livros científicos e didáticos, iconografia e livros de artistas (gravuras). Foi então considerada a maior biblioteca pessoal e também a mais importante do País.
Em 2000, Mindlin foi admitido pelo presidente Fernando Henrique Cardoso à Ordem do Mérito Militar no grau de Comendador especial.

#### Academia Brasileira de Letras
Em 20 de junho de 2006, José foi eleito membro da Academia Brasileira de Letras para ocupar a cadeira número 29, sucedendo a Josué Montello. Após saber da vitória na eleição, o renomado escritor declarou: "De certa forma, corôa uma vida dedicada aos livros". No mesmo ano, decidiu doar todas as obras brasileiras da vasta coleção pessoal à Universidade de São Paulo (USP). A partir de então, a biblioteca passou a ser chamada "Biblioteca Brasiliana Guita e José Mindlin". O prédio da biblioteca, situado no campus da USP, ficou pronto em 23 de março de 2013 e é aberto ao público para visitação gratuita desde 25 de março de 2013.
| “ | Nunca me considerei o dono desta biblioteca. Eu e Guita [esposa já falecida de Mindlin] éramos os guardiães destes livros que são um bem público. | ” |

## Morte
Na manhã de 28 de fevereiro de 2010, José faleceu aos 95 anos por falência múltipla de órgãos na cidade de São Paulo, após um mês internado no Hospital Albert Einstein. Em 17 de março de 2010, foi condecorado post-mortem com a Grã-Cruz da Ordem do Ipiranga pelo Governo do Estado de São Paulo.